# Восточногималайские субальпийские хвойные леса
Восточногималайские субальпийские хвойные леса — экорегион, который находится на средних и верхних высотах восточных Гималаев, в западной части Непала, Бутана, северной Индии и восточного Пакистана.

## Описание
Экорегион охватывает территорию 27500 квадратных километров на высоте от 3000 до 4000 метров и простирается от реки Гандаки в Непале на восток, через Бутан, в Аруначал-Прадеш в Индии. Он является частью переходной зоны от Индомалайской экозоны на юге в экозону Палеарктики на севере.

## Флора
Восточногималайские субальпийские хвойные леса расположены на крутых каменистых северных склонах. Наиболее распространенные виды деревьев — это пихта замечательная (Abies spectabilis), лиственница Гриффита (Larix griffithii), можжевельник повислый (Juniperus recurva), Juniperus indica, берёза полезная (Betula utilis), виды родов клён (Acer) и рябина (Sorbus). Подлесок богат видами рододендронов, включая Rhododendron hodgsonii, Rhododendron barbatum, Rhododendron campylocarpum, рододендрон колокольчиковый (Rhododendron campanulatum), Rhododendron fulgens и Rhododendron thomsonii. Также встречаются Viburnum grandiflorum и Lonicera angustifolia, тсуга гималайская (Tsuga dumosa) встречается в более влажных областях и на низких высотах, сосна гималайская (Pinus wallichiana) растёт в сухих районах Тибета, тис ягодный (Taxus baccata) является важным видом, но редко встречается.

## Фауна
В этом экорегионе обитают 89 видов млекопитающих, среди них рыжебрюхая кабарга (Moschus chrysogaster) и малая панда (Ailurus fulgens). Уязвимыми считаются сиккимская ночница (Myotis sicarius), красный волк (Cuon alpinus), белогрудый медведь (Ursus thibetanus), гималайский тар (Hemitragus jemlahicus).
В этом экорегионе было зарегистрировано около 200 видов птиц.

## Охрана природы
Значительная часть этого экорегиона защищена. Охраняемыми природными территориями являются:
- Аннапурна
- Лангтанг
- Макалу-Барун
- Сингалия
- Национальный парк Джигме-Дорджи